# Дом-музей Фридерика Шопена
Дом-музей Фридерика Шопена (пол. Dom Urodzenia Fryderyka Chopina) — исторический персональный и музыкальный дом-музей в деревне Желязова-Воля в Мазовецком воеводстве, в Польше на месте рождения польского композитора Фридерика Шопена. Открыт для публики 17 октября 1931 года. Музейный комплекс включает флигель бывшей усадьбы и ландшафтный парк площадью семь гектар на берегу реки Утрата. Является филиалом музея Фридерика Шопена при Институте Фридерика Шопена в Варшаве.

## Усадьба
Впервые деревня Желязова-Воля упоминается в документах под 1579 годом, как владение Николая и Петра Желязовых. В конце XVIII века поместьем владел Пётр Лущевский, затем Папроцкие. В то время в деревне насчитывалось девять построек. На рубеже XVIII—XIX веков поместье приобрели графы Скарбеки. При Каспере и Людвике Скарбеках усадьба состояла из главного дома с двумя флигелями. Восточный флигель был отдан графской четой, служившим у них, супругам Шопенам. В то время это было небольшое каменное здание с высокой и крутой крышей, большими окнами, двумя мансардными окнами, без крыльца и семью комнатами. Николай Шопен, гувернёр у детей Скарбеков, был женат на графской экономке Юстине Кшижановской. Три дочери Николая и Юстины, старшая Людвика-Марианна и младшие Юстина-Изабела и Эмилия, родились в Варшаве. 1 марта (или 22 февраля) 1810 года в усадьбе Желязова-Воля у них родился второй ребёнок, сын Фридерик, пребывание которого в усадьбе было недолгим. Вскоре после его рождения семья переехала в Варшаву. Во время пожара 1812 года сгорел главный дом усадьбы, но сохранились оба флигеля. Юный Фридерик не раз гостил в поместье графов Скарбеков во время праздников и семейных торжеств. Тогда пианино выносили в сад и будущий композитор давал концерты под липами. Его первыми слушателями были члены семьи, хозяева усадьбы, их гости и жители близлежащих деревень. Последний раз Фридерик посетил Желязова-Волю летом 1830 года.
В 1834 году последний владелец поместья из рода Скарбеков, покончил жизнь самоубийством. Его наследники продали усадьбу Шубертам. В 1840 году поместье перешло к барону Югехарду, затем к Пешлям. С 1859 по 1879 год имением владел Адам Товяньский, который к восточному флигелю усадьбы пристроил крыльцо. В состав поместья входили мызы в Мокасе и Желязова-Воле, а также деревни Желязова-Воля, Ходаковувек, Буды-Желязовские и Товяны (ныне часть деревни Мокас). В самой Желязова-Воле было одиннадцать кирпичных и двенадцать деревянных зданий и водяная мельница. С 1879 года поместье находилась во владении Александра Павловского, который основал хозяйственный склад на месте рождения Фридерика Шопена.
В 1894 году по инициативе русского композитора Милия Балакирева в приусадебном парке был открыт памятник Фридерику Шопену работы скульптора Бронислава Жоховского с медальоном работы Яна Войдыги. Во время Первой мировой войны сгорел флигель. В 1918 году поместье Желязова-Воля было разделено между местными крестьянами. В 1928 году Общество друзей дома Шопена в Варшаве и Шопеновский комитет из Сохачева купили флигель и три гектара земли вокруг здания за сорок тысяч злотых у Роха Шиманяка, который владел ими с 1918 года. Во время Второй мировой войны и оккупации Польши музей был занят солдатами вермахта, затем в нём разместили лазарет. За время пребывания нацистов в усадьбе было утрачено много ценных вещей, в том числе концертное пианино фирмы «Плейель» и два кресла, принадлежавшие Фридерику Шопену.
В настоящее время корпус музея представляет собой одноэтажное прямоугольное здание с верандой и двумя колоннами под треугольным фронтоном. Внутренняя планировка имеет две травеи с залом на оси здания. Потолки балочные. Крыша и фронтон покрыты черепицей. В щипцовых стенах над окнами и входом есть профилированные карнизы. Интерьеры усадебного дома включают комнату с камином (бывшая кухня), кабинет отца (музыкальный салон), столовую, комнату матери (место рождения композитора), детскую комнату. Их расположение символично, потому что неизвестно, как делилось пространство внутри флигеля при жизни Фридерика Шопена.

## История
В 1926 году были учреждены Общество друзей дома Шопена в Варшаве и Шопеновский комитет из Сохачева, целью которых было заявлено приобретение усадьбы в Желязова-Воле у частных владельцев. В 1928 году усадьба была ими выкуплена. В 1931 году Комитет по реконструкции дома Шопена начал восстановление здания по проекту архитектора Юлиана Лаковского. В 1930-х годах архитектор Лех Немоевский восстановил интерьеры усадьбы с мебелью XIX века. 17 октября 1931 года состоялось символическое открытие музея. Для посетителей дом-музей был открыт в июне 1939 года.
Во время Второй мировой войны здание музея значительно пострадало. Восстановительные работы под руководством архитектора Мечислава Кузьмы были проведены в 1948 году. В дальнейшем реконструкция проводилась в 1958 и 1968 годах.
В 1951 году усадьба и парк были переданы Национальному музею, а с 1953 года находились на попечении Товарищества имени Фридерика Шопена в Варшаве. В настоящее время дом-музей является филиалом музея Фридерика Шопена при Институте Фридерика Шопена в Варшаве. Ежегодно Желязова-Волю посещают около двухсот тысяч человек.
Согласно Второй статье Закона от 3 февраля 2001 года «Об охране наследия Фридерика Шопена», усадьба Желязова-Воля, вместе с прилегающим к ней историческим парком, была признана национальным культурным достоянием Польши, которое подлежит особой охране.

## Собрания
Постоянная экспозиция музея включает интерьер скромной усадьбы XIX века, воссоздающий атмосферу дома композитора, и биографическую выставку, посвященную Фридерику Шопену. В шести комнатах представлены предметы того времени, но все они не аутентичны мебели, инструментам и картинам, находившимся в доме при жизни композитора. В музыкальной гостиной стоит современный концертный рояль. Имеются два других инструмента — пианино XIX века с фабрики Ф. Лещинского в комнате матери и пианино-жираф в детской комнате. В экспозицию также входят мебель и изразцовая печь начала XIX века, балочные потолки, украшенные полихромом с цветочными мотивами.
На побеленных стенах комнаты висят изображения членов семьи Шопена — копии масляных портретов кисти Амброжия Мирошевского, сделанные в 1820-х годах, репродукции портретов Фридерика кисти Марии Водзиньской и Элизы Радзивилл, а также виды Варшавы. Ценными экспонатами являются факсимиле документов: свидетельство о браке родителей и записи о рождении и крещении Фридерика Шопена, а также музыкальные рукописи, рисунки и письма композитора.

## Парк
Ландшафтный парк в Желязова-Воле был разбит в XVIII веке. В 1871 году он был перестроен по проекту Камиля Жамме. В 1918 году усадьба была разорена. Восстановительные работы на трёх гектарах бывшего приусадебного парка, с целью основания в Желязова-Воле музея Фридерика Шопена, начались в 1928 году. В 1932 году с этой же целью были приобретены ещё три гектара. Проект реконструкции парка был разработан Францишеком Кживда-Польковским, основателем польской школы садово-ландшафтной архитектуры. Работы проводились с 1932 по 1937 год.
На семи гектарах парка на берегу реки Утрата были посажены около десяти тысяч видов деревьев, кустарников, многолетников и луковичных растений, среди которых ивы, клёны, дубы, тополя, американские сосны, калифорнийские ели, японские барбарисы и китайская колючая айва. В парке расположены несколько памятников Фридерику Шопену, в том числе обелиск в одной из дальних аллей, а в непосредственной близости от здания музея бронзовый памятник работы Юзефа Гославского и бюст работы Станислава Сикоры. Широкая главная аллея ведёт от главных ворот усадьбы во двор с каштанами, на котором юный Фридерик играл на пианино во время пребывания в поместье.